# Glastonbury, Connecticut
Glastonbury är en kommun (town) i Hartford County i delstaten Connecticut, USA med cirka 31 876 invånare (2000). Den har enligt United States Census Bureau en area på 135,5 km².